# Naya Daur (1957)
Naya Daur (übersetzt: „Das neue Zeitalter“) ist der zweiterfolgreichste Bollywoodfilm der 1950er Jahre nach Mughal-e-Azam.

## Handlung
Shankar, ein Kutschenfahrer und Krishna, ein Holzfäller, sind fest befreundet und leben bescheiden aber glücklich in einem kleinen Dorf in der Region Bhopal. Doch bald ändert sich alles, als Kundan, der Sohn des Firmenbesitzers Seth Maganlal, die Sägerei übernimmt und diese modernisiert und mechanisiert. Nun sind einige Arbeiter arbeitslos.
Derweil verlieben sich Shankar und Krishna, ohne es zu wissen, in dieselbe Frau, Rajni. Erst als Shankar Krishna mit seiner Schwester Manju, die in ihn verliebt ist, zu verheiraten, merken die zwei Freunde, dass sie beide in Rajni verliebt sind. Durch ein Missverständnis kommt es zu einem Streit und aus den besten Freunden werden Feinde.
So überredet Krishna Kundan einen Bus anzuschaffen, damit Shankar und alle anderen Kutschenfahrer ihre Arbeit verlieren. Aber Shankar denkt nicht ans Aufgeben und fordert Kundan zu einem Wettrennen auf: Bus gegen Kutsche. Damit Shankar eine Chance hat, bauen Rajni und die Dorfbewohner einen Weg als Abkürzung und so gewinnt Shankar das Rennen von Mann gegen Maschine.
Letztendlich endet alles im Guten und die zwei Freunde klären ihre Missverständnisse: So sind Shankar und Rajni zusammen, während Krishna Manju bekommt.

## Auszeichnungen
Filmfare Award 1958
- Filmfare Award/Bester Hauptdarsteller an Dilip Kumar
- Filmfare Award/Beste Musik an O. P. Nayyar
- Filmfare Award/Beste Story an Akhtar Mirza

Nominierungen:
- Filmfare Award/Bester Nebendarsteller an Ajit
- Filmfare Award/Beste Regie an B. R. Chopra

## Musik
| Songtitel                      | Sänger/in                   |
| ------------------------------ | --------------------------- |
| Maang Ke Saath Tumhara         | Asha Bhosle, Mohammad Rafi  |
| Ude Jab Jab Zulfen Teri        | Asha Bhosle, Mohammad Rafi  |
| Main Bambai Ka Babu            | Mohammad Rafi               |
| Yeh Desh Hai Veer Jawaanon Ka  | Mohammad Rafi, Balbir       |
| Saathi Haath Badhana Saathi Re | Asha Bhosle, Mohammad Rafi  |
| Reshmi Salwar Kurta Jaali Ka   | Asha Bhosle, Shamshad Begum |
| Aana Hai Toh Aa Raah Mein      | Mohammad Rafi               |

Die Texte der Filmsongs schrieb Sahir Ludhianvi. In  Reshmi Salwar Kurta Jaali Ka  haben Kumkum und Minoo Mumtaz ihren Gastauftritt.

## Trivia
Das Original wurde in Schwarzweiß gedreht, jedoch existiert eine colorierte Version des Films, die im Jahr 2007 in die Kinos kam.
Madhubala sollte eigentlich die Rolle der Rajni spielen, jedoch ließ ihr Vater Ataullah Khan sie nicht zu den 45-tägigen Dreharbeiten nach Bhopal, aktuell aufgrund ihres Gesundheitszustandes. Denn eigentlich wollte ihr Vater sie von Dilip Kumar fernhalten, da sie zu dem Zeitpunkt eine Beziehung hatten. Es kam sogar zu einer öffentlichen Gerichtsverhandlung, in der sich Dilip und Madhubala gegenüberstanden. Sie und ihr Vater verlieren die Verhandlung und ihr Image wurde dadurch stark geschädigt. Danach trennten sich ihre Wege. So entschieden sich Dilip Kumar und B. R. Chopra für Vyjayanthimala.